# Billy e Bobby Mauch

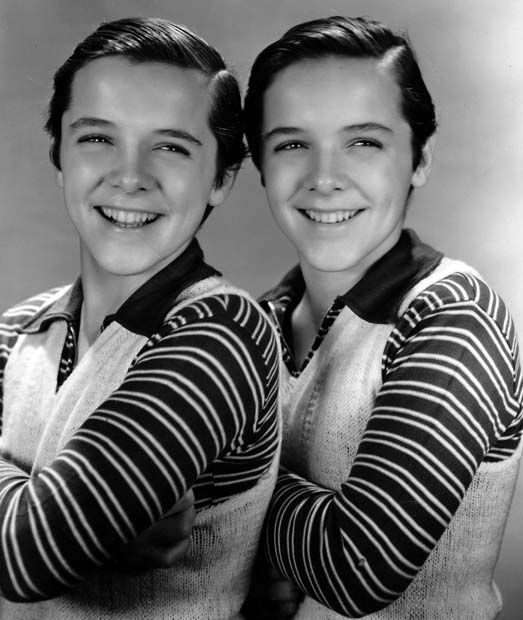
Billy (a sinistra) e Bobby (a destra).

Billy Mauch (Peoria, 6 luglio 1921 – Santa Rosa, 15 ottobre 2007) e 
Bobby Mauch (Peoria, 6 luglio 1921 – Palatine, 29 settembre 2006) sono stati due attori bambini statunitensi gemelli, attivi negli anni Trenta.

## Biografia
William John "Billy" Mauch e Robert Joseph "Bobby" Mauch nacquero a Peoria (Illinois) nel 1921, dove il padre lavorava nelle ferrovie con la Toledo, Peoria & Western Railway.
A tre anni i due gemelli già si esibivano in spettacoli locali, a sette recitavano e cantavano alla radio, a 10 lavoravano nella pubblicità. Attrassero così l'attenzione della Warner Bros. che li legò a sé con un contratto.
Trasferitisi a Hollywood con la madre nel 1935, fu Billy ad avere ufficialmente la parte del giovane Fredric March nel film Avorio nero (1936) e quindi del piccolo tamburino ne L'angelo bianco (1936), anche se poi i due gemelli diranno di essersi divertiti in entrambi i casi ad alternarsi nel ruolo a insaputa del regista.
I due gemelli in effetti erano straordinariamente simili di aspetto e di voce da rendere difficile talora anche alla loro madre di riconoscerli, se non per il fatto che Billy era mancino e aveva bisogno degli occhiali per leggere.
Il loro maggiore successo fu il film Il principe e il povero (1937), dove poterono sfruttare appieno la loro somiglianza e affiatamento e loro indubbie capacità attoriali. Il film con Errol Flynn e Claude Rains uscì nelle sale l'8 maggio 1937, pochi giorni prima della cerimonia di incoronazione di re Giorgio VI e della regina Elisabetta, e ottenne un grande successo di pubblico e di critica. I due fratelli comparvero assieme sulla copertina di Time Magazine del 3 maggio 1937.
Billy e Bobby furono quindi impegnati in tre film basati sulle storie di Penrod di Booth Tarkington, ancora alternandosi di nascosto nella parte del protagonista in Piccoli G-men (1937), e quindi come gemelli in Penrod and His Twin Brother and Penrod’s Double Trouble, entrambi del 1938. Due cortometraggi, Sons of the Plains (1939) e I'll Tell the World (1939) furono i loro due ultimi film assieme.
Durante la guerra i due gemelli servirono insieme nel Pacifico. Dal novembre 1943 al maggio 1944 comparvero assieme a Broadway nello spettacolo Winged Victory di Moss Hart, prodotto dalle Forze Armate americane. 
Nel dopoguerra Bobby si ritirò dalle scene, mentre Billy prosegue ancora per qualche anno con alcuni ruoli minori al cinema, l'ultimo dei quali in Bonzo la scimmia sapiente (1951) con Ronald Reagan. 
I due gemelli si ritrovarono ancora una volta assieme a lavorare per la Warner Bros., con una lunga carriera di successo questa volta dietro la macchina da presa, Bobby nel montaggio e Billy come tecnico del suono.

## Vita personale
Billy si sposa nel 1953 ed ha un figlio. Muore nel 2006 a Palatine (Illinois), all'età di 85 anni. È sepolto allo Swan Lake Memory Gardens a Peoria (Illinois), sua città natale.
Anche Bobby si sposa nel 1971. Muore nel 2007 a Santa Rosa (California), all'età di 86 anni. Il suo corpo è cremato.

## Riconoscimenti
- Young Hollywood Hall of Fame (1930's)

## Filmografia parziale
- Avorio nero (Anthony Adverse), regia di Mervyn LeRoy (1936) - Billy (& Bobby, non accreditato)
- L'angelo bianco (The White Angel), regia di William Dieterle (1936) - Billy (& Bobby, non accreditato)
- Il principe e il povero, regia di William Keighley e William Dieterle (1937) - Billy & Bobby
- Piccoli G-men (Penrod and Sam), regia di William C. McGann (1937) - Billy (& Bobby, non accreditato)
- Penrod and His Twin Brother, regia di William C. McGann (1938) Billy & Bobby
- Penrod’s Double Trouble, regia di Lewis Seiler (1938) - Billy & Bobby
- Sons of the Plains, regia di Crane Wilbur (1939) - Billy & Bobby
- I'll Tell the World, regia di Lynn Shores (1939) - Billy & Bobby
- Egli camminava nella notte (He Walked by Night), regia di Alfred L. Werker (1948) - Billy
- Delitto senza peccato, regia di William Dieterle (1949) - Billy
- Rosanna (l'odio e l'amore), regia di Irving Reis e Nicholas Ray (1949) - Billy
- Bonzo la scimmia sapiente (Bedtime for Bonzo), regia di Frederick de Cordova (1949) - Billy

## Teatro (Broadway)
- Winged Victory (1943-44)